# Nina Bronner
Pour les articles homonymes, voir Bronner.
Nina Bronner est une peintre française du XXe siècle.

## Biographie
Membre de la Société des Artistes Français, elle prend part à ses expositions. Elle expose en 1902 un portrait d'Elisabeth à l'exposition des femmes peintre et sculpteurs.